# Кинель, Константин Георгиевич
Константин Георгиевич Кинель — специалист по геральдистике и истории Таиланда, руководитель службы маркетинга Московского представительства Туристического управления Таиланда (национального офиса по туризму Королевства Таиланд).

## Биография
Высшее образование получил на инженерно-экономическом факультете Московского лесотехнического института (1983). Окончил курс «менеджмент туризма» в Будапештской школе бизнеса (1989). Окончил магистратуру Московского Гуманитарного университета (2017) по специальности «туризм».
Бюро международного молодёжного туризма «Спутник» (1987—1998).
Представитель Туристического управления Таиланда в России, странах СНГ и Балтии (1994—2007).
Руководитель службы маркетинга Московского офиса Туристического управления Таиланда (с 2007).
Почётный работник туризма Украины (2003).
Член Сиамского Общества под Королевским патронажем (Таиланд) (с 2004 года).
Почётный работник туризма Республики Казахстан (2005).
Награжден Медалью Святого преподобного Сергия Радонежского 1 класса Русской Православной Церкви (2003) за развитие гуманитарных контактов между народами России и Таиланда.
Награжден медалью Министерства культуры РФ «150 лет учреждения органов охраны памятников истории и культуры» (2011).
Член Всероссийского геральдического общества.
Библиография по Таиланду:
- К. Кинель. Монархия Таиланда: титулы и награды. — Москва: Вече, 2006. — 302 с. — (Исторический путеводитель). — 1000 экз. — ISBN 5-9533-1148-6.
- К. Кинель, Д. Мишукова. Таиланд – страна храмов и дворцов. — Москва: Вече, 2011. — 336 с. — (Исторический путеводитель). — 2000 экз. — ISBN 978-5-9533-5358-8.
- К. Кинель. статьи // Гербовед (журнал). — 2006—2016.[2]